# Conservazione e restauro dei siti archeologici

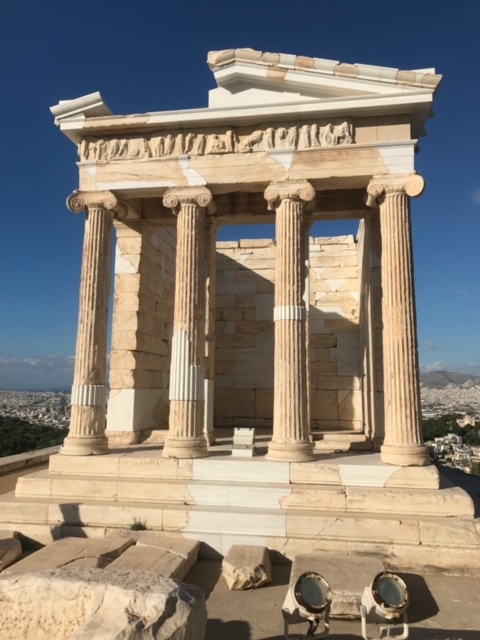
Tempio di Atena Nike

La conservazione e il restauro dei siti archeologici è lo sforzo di collaborazione tra archeologi, conservatori e visitatori per preservare un sito archeologico e, se ritenuto opportuno, riportarlo al suo stato precedente. Considerazioni sui valori estetici, storici, scientifici, religiosi, simbolici, educativi, economici ed ecologici devono essere valutate prima di decidere i metodi di conservazione o le esigenze di restauro. Il processo archeologico è essenzialmente distruttivo, poiché lo scavo modifica permanentemente la natura e il contesto del sito e le informazioni associate. Pertanto, gli archeologi e i conservatori hanno la responsabilità etica di prendersi cura e conservare i siti che mettono a rischio.

## Ciclo di vita del sito
I siti archeologici attraversano molte fasi.
1. Creazione del sito: il sito è costruito e svolge una funzione all'interno della cultura.
2. Deterioramento iniziale: il sito è in disuso o è stato abbandonato. Le forze della natura, come il vento e l'acqua, possono cambiare la struttura del sito e causare instabilità. Polvere e sporco potrebbero depositarsi sulla parte superiore del sito. Animali e insetti possono insediarsi nel sito, nutrendosi di materiali organici e distruggendo l'ambiente.
3. Identificazione: il sito è identificato da archeologi o gente del posto o altri non professionisti.
4. Scavo: il sito viene scavato dagli archeologi e i risultati sono documentati. I siti possono essere esplorati principalmente da non professionisti. Ciò potrebbe compromettere l'integrità del sito, prima dello scavo formale. Se così fosse, pezzi cruciali di testimonianze culturali e archeologiche potrebbero andare perduti.
5. Deterioramento post-scavo: ancora una volta esposti agli elementi, i siti sono vulnerabili al deterioramento. Gli archeologi e i conservatori dovrebbero adottare misure per evitare questo deterioramento secondario costruendo ripari, come coperture, e rimuovendo delicati materiali organici.
6. Riparazione ignorante: vengono effettuati tentativi di ricostruire un sito da parte di non professionisti o professionisti che utilizzano metodi inappropriati. Ciò può causare ulteriori danni al sito. L'utilizzo di materiali non corretti o la mancata comprensione dello stato precedente del sito possono portare al deterioramento.
7. Conservazione corretta: professionisti qualificati valutano il miglior metodo di conservazione attraverso un'analisi approfondita, al fine di preservare il sito. Le decisioni durante questa fase dovrebbero essere prese considerando il valore culturale e storico del sito prima dell'intervento di conservazione.
8. Seppellimento: nel caso in cui lasciare un sito esposto possa causare ulteriori danni, viene presa la decisione di seppellire il sito[4].

Queste fasi possono essere ripetute e possono verificarsi in un ordine diverso.

## Agenti di deterioramento

### Agenti atmosferici
Gli agenti atmosferici sono la causa della maggior parte del deterioramento dei siti archeologici. Vento, pioggia, gelo-disgelo ed evaporazione sono estremamente comuni e possono causare erosione. I disastri naturali, come inondazioni, incendi, terremoti ed eruzioni vulcaniche, possono causare la completa distruzione di un sito. Il modo più efficace per proteggere i siti archeologici da questi eventi più ampi è formulare un piano di gestione del rischio. Gli archeologi e i conservatori dovrebbero valutare le minacce al sito e determinare la suscettibilità del materiale.

### Cambiamenti climatici
Le proiezioni climatiche mostrano anche che i cambiamenti nelle precipitazioni (intensità e frequenza), l’aumento della temperatura e della frequenza delle ondate di caldo, l’innalzamento del livello del mare e le fluttuazioni delle falde acquifere, il riscaldamento dei mari e l’acidificazione degli oceani si tradurranno anche in cambiamenti nella flora e nella fauna, nelle condizioni del suolo (sopra e sotto la superficie) influenzerà depositi e strutture archeologiche. Le risposte umane alla crisi climatica hanno un impatto anche sui siti archeologici.

### Sviluppo

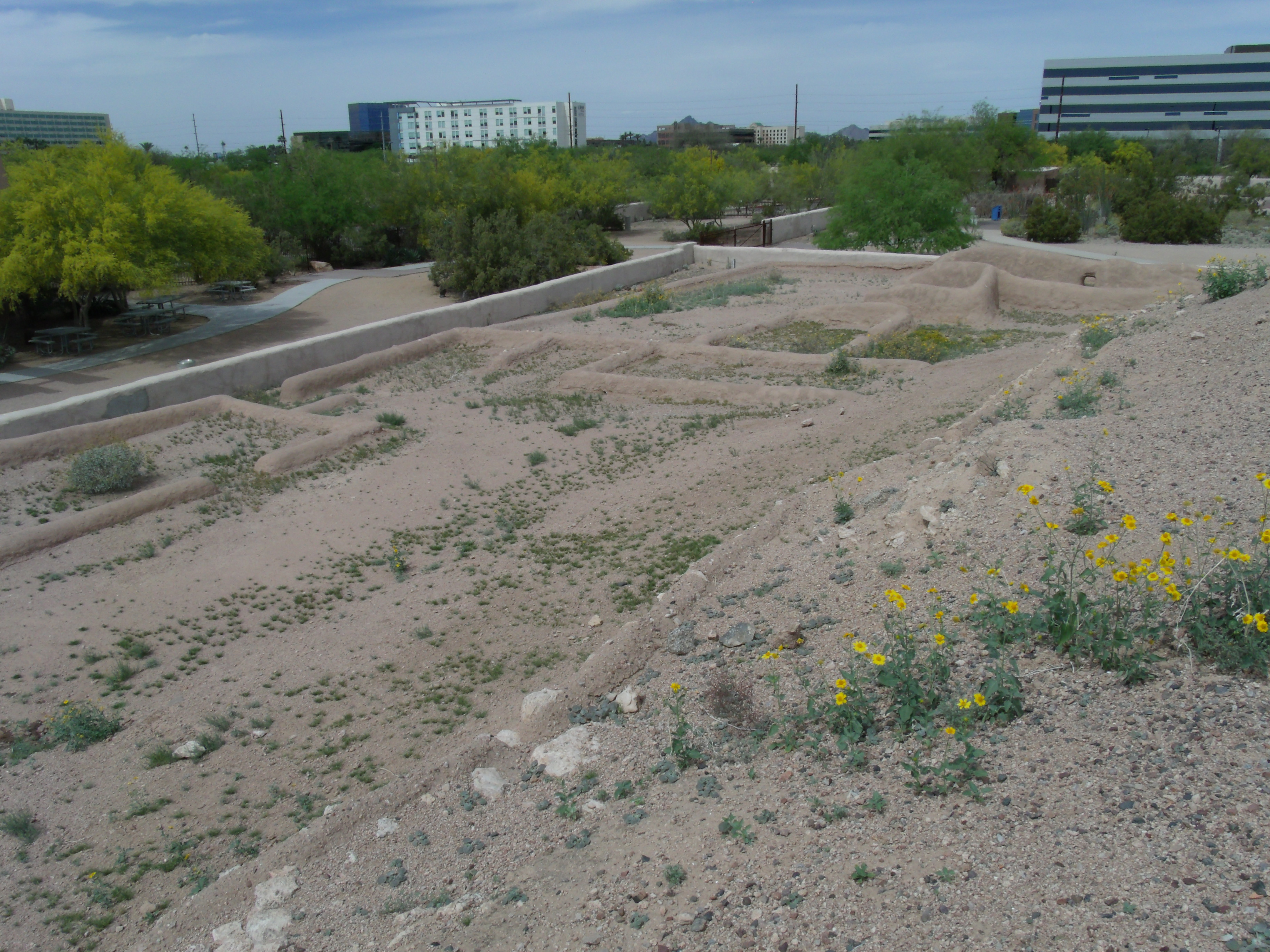
Villaggio delle rovine di Pueblo Grande-Hohokam, Phoenix, Arizona.

Lo sviluppo moderno rappresenta un grande rischio per i siti archeologici. Le vibrazioni derivanti dalla costruzione possono causare instabilità e fessurazioni delle strutture. Un esempio degli effetti dello sviluppo moderno può essere trovato in un antico Pueblo in Arizona, che risale al 900-1350 d.C. È stato infatti danneggiato dai lavori di costruzione durante la costruzione di una nuova strada. Dopo aver valutato il danno, è stato stabilito che il sito non era idoneo per il Registro nazionale dei luoghi storici (National Register of Historic Places). Questa decisione è stata presa a causa delle attività di costruzione che hanno distrutto qualsiasi informazione importante della preistoria o della storia rimasta nel sito.
Sebbene lo sviluppo non possa essere interrotto semplicemente per proteggere i siti archeologici, avere una comprensione di base dell'importanza dei siti archeologici potrebbe aiutare a proteggerli. L'Arizona Antiquities Act del 1960 è un esempio di alcuni modi in cui i siti archeologici possono essere protetti.

### Vandalismo
Anche il vandalismo è una delle principali cause di danno ai siti archeologici. È possibile prendere in considerazione una serie di azioni, tra cui graffiti, incisioni, distruzione e incendi. Questi atti possono essere intenzionali o non intenzionali. Il vandalismo intenzionale si verifica quando i visitatori sanno che esiste un sito archeologico e scelgono comunque di deturparlo in qualche modo, ad esempio come forma di protesta politica o sociale. Gli atti vandalici involontari si verificano quando il visitatore li compie senza rendersi conto di trovarsi in un sito archeologico, come negli incidenti.
Proteggere un sito archeologico dagli atti vandalici richiede una combinazione di tecniche. La linea d’azione più efficace è educare il pubblico. Ciò non significa solo spiegare i danni degli atti vandalici, ma educarli sull’importanza di questi siti e su cosa potrebbe andare perduto se venissero vandalizzati. Sul sito dovrà essere affissa la segnaletica per avvisare i visitatori. Un'altra possibile misura per prevenire gli atti vandalici è l'aggiunta di barriere, pattuglie o persino osservazione e sicurezza a tempo pieno.

### Saccheggio
Il saccheggio è il furto di reperti provenienti da siti archeologici. Il saccheggio è spesso la principale fonte di manufatti che entrano nel mercato delle antichità, in cui gli oggetti vengono venduti a livello nazionale o esportati a livello internazionale. L'atto di saccheggio costituisce un disservizio sia per gli oggetti rubati che per i siti stessi, poiché gli oggetti perdono il loro contesto storico e i siti perdono di valore storico e artistico non avendo più quell'oggetto. L'archeologo Arthur G. Miller afferma: "la nostra fortissima preoccupazione è che il saccheggio dei resti archeologici distrugge quei siti (...). È come se alcune pagine particolarmente attraenti fossero state strappati dai libri di una biblioteca, e il resto bruciato. In una parola, il contesto viene distrutto senza alcuna traccia, così che la maggior parte delle informazioni vitali per lo studio e la ricostruzione più completa del passato sono irrimediabilmente perdute per il mondo".

### Guerra

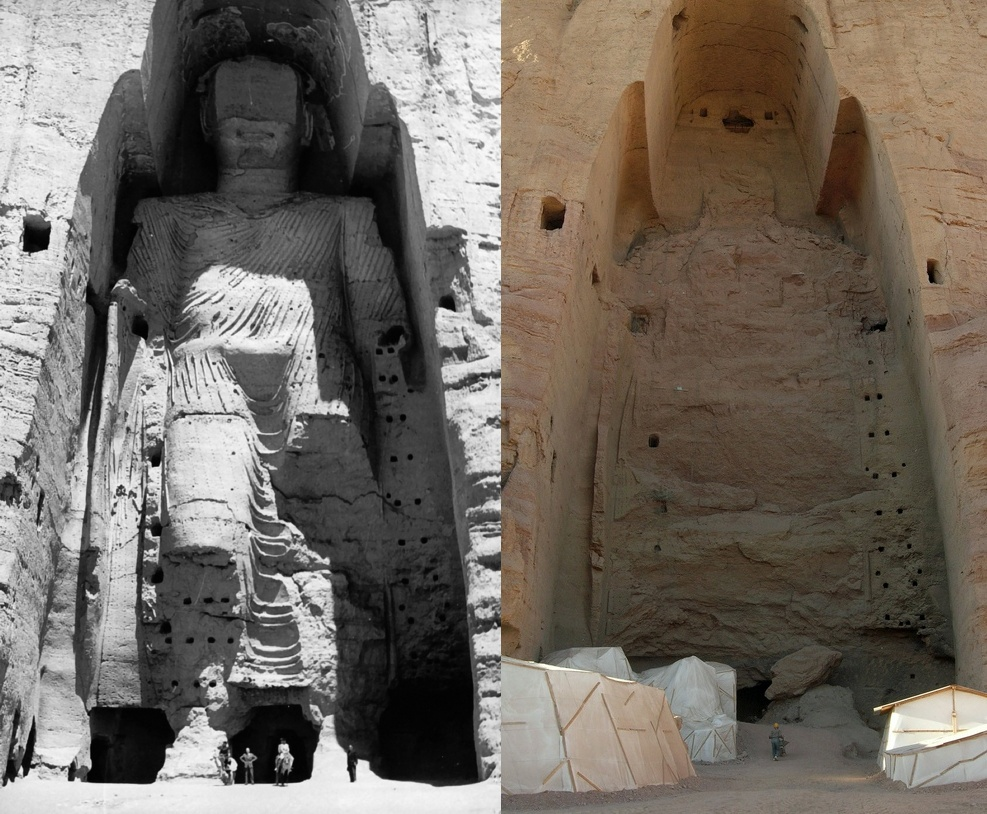
Buddha di Bamiyan prima e dopo la distruzione

Nel corso della storia, la guerra è stata la fonte della distruzione di molti siti archeologici e storici. Durante la seconda guerra mondiale, i nazisti distrussero molti edifici durante la prevista distruzione di Varsavia (la distruzione della città da parte della Germania nazista alla fine del 1944, dopo la rivolta di Varsavia da parte della resistenza polacca), inclusi diversi palazzi e altri edifici risalenti a prima del XIII secolo. La prevenzione della distruzione dovuta alla guerra è quasi impossibile senza strategie su larga scala. Gli sforzi dei Monuments Men durante la seconda guerra mondiale sono un esempio di un piano organizzato per proteggere l'arte e la storia dell'Europa dalla distruzione per mano dei nazisti. I Monuments Men hanno svolto un ruolo significativo nei tentativi di rimpatrio delle opere d'arte rubate durante la seconda guerra mondiale. The Rape of Europa è un libro del 1994 di Lynn H. Nicholas, trasformato in documentario nel 2006, che spiega il furto sistematico e la distruzione d'arte da parte dei nazisti durante la guerra, e le implicazioni che ne seguirono per i musei e i collezionisti internazionali.

## Personale

### Archeologi
L'obiettivo degli archeologi nella conservazione dei siti di scavo è "preservare i resti fisici del nostro passato e impiegarli nel perpetuare il nostro patrimonio storico". Questo obiettivo può essere raggiunto garantendo una documentazione approfondita dei siti archeologici, in cui siano annotati i dettagli delle caratteristiche fisiche del sito stesso e degli scavi a cui è stato sottoposto. Nel caso in cui un sito venga distrutto, una documentazione approfondita può preservare la memoria di come esisteva un tempo. Gli archeologi si stanno rivolgendo ad altri metodi per preservare i siti e utilizzano tecniche di scavo che incidono il meno possibile sui siti e salvaguardano le loro caratteristiche naturali. Sono in corso scavi parziali al posto di scavi completi per rispondere alle domande di ricerca senza causare inutili deterioramenti ai siti. Una tecnica precedente prevedeva la ricostruzione di muri e altri elementi del sito per assomigliare alla loro struttura originale. Tuttavia, questo metodo è in gran parte caduto in disuso e gli archeologi e i conservatori sono ora concentrati sulla conservazione del sito nel suo stato attuale.

### Conservatori
I conservatori sono le altre voci principali a sostegno e guida della conservazione dei siti archeologici. Sono questi specialisti che sono necessari per formulare il piano più sostenibile ed efficace per la conservazione dei siti e lo fanno utilizzando l'aiuto delle competenze degli archeologi che conoscono i siti da vicino, dall'esperienza acquisita dai propri scavi e dai loro esperti. Martha Demas (2004) ha creato uno schema su cui i conservatori possono fare affidamento per creare il piano più efficace:
Identificazione e descrizione
Obiettivi: quali sono gli obiettivi e le aspettative del processo di pianificazione?
- È importante stabilire un terreno comune tra le parti interessate e le organizzazioni leader
- Stakeholder: chi dovrebbe essere coinvolto nel processo di pianificazione?
  - Può includere: "Agenzie governative, gruppi con relazioni ancestrali con i siti, membri della comunità locale, gruppi turistici".
- Documentazione e descrizione: cosa si sa del sito e cosa occorre comprendere?
  - Demas ricorda che: "L'errore che si può commettere con questa attività è vederla semplicemente come una raccolta di informazioni fine a se stessa. Piuttosto, l'attività deve essere vista come strategica: i risultati informeranno le valutazioni e contribuiranno a definire politiche per la ricerca e lo scavo, l'interpretazione, la conservazione e l'uso del sito."

Valutazione e analisi
- Significato/valori culturali: perché il sito è importante o apprezzato e da chi viene apprezzato?
  - La conservazione è una pratica guidata dal valore: identificare i diversi valori che rendono un sito degno di essere preservato. Di solito "valori storici o artistici, di ricerca, naturali, civili/sociali, spirituali/religiosi, simbolici/identitari o economici".
- Condizione fisica: qual è la condizione del sito o della struttura; quali sono le minacce?
  - Le indagini sulle condizioni vengono condotte per documentare e valutare lo stato fisico di un sito archeologico. La documentazione è fondamentale per uno sforzo di conservazione di successo.
- Contesto gestionale: quali sono i vincoli e le opportunità attuali che influiscono sulla conservazione e gestione del sito?
  - Viene condotta una valutazione di gestione per valutare qualsiasi altra questione che possa influenzare la conservazione di un sito diversa dalle sue condizioni fisiche. Ciò può includere: "contesto legale/legislativo, base finanziaria, base di potere, infrastrutture, contesto di sviluppo regionale/locale, numero/profilo/e impatto dei visitatori, struttura dell'organizzazione, risorse e competenze del personale, sistemi di monitoraggio/manutenzione o valutazione della ricerca. "

Risposta
- Stabilire scopo e politiche: per quale scopo viene conservato e gestito il sito? Come verranno preservati i valori del sito?
  - Collegare la valutazione dei valori, delle condizioni e del contesto gestionale dei siti attraverso politiche. Demas raccomanda che sia utile sviluppare politiche in aree “programmatiche” o “di attività” come “uso appropriato, intervento di conservazione, visita e interpretazione, ricerca e scavo, manutenzione e monitoraggio”.
- Stabilire gli obiettivi: cosa sarà fatto per tradurre le politiche in azioni?
  - Gli "obiettivi" sono considerati traguardi chiari che hanno risultati misurabili. Qui è necessario stabilire la differenza tra "obiettivi" e "strategie".
- Sviluppare strategie: come verranno messi in pratica gli obiettivi?
  - Le "strategie" rappresentano il livello di pianificazione più dettagliato. Potrebbe essere necessario partire dalla fase di valutazione del piano di un sito per formulare adeguate strategie di conservazione. È possibile elaborare piani dettagliati separati per siti più grandi e complessi.
- Sintetizzare e preparare il piano
  - Si suggerisce che il piano finale sia "olistico e integrato, breve, conciso, accessibile, giuridicamente vincolante e paragonabile ad altri piani".

## Impatto dei visitatori
I visitatori possono avere un impatto sulla conservazione dei siti archeologici stessi e non necessariamente sempre positivo. Le loro semplici azioni durante la visita, anche solo la visita di un sito, possono essere dannose per esso, fungendo anche da sole come agente di deterioramento. Un esempio di ciò è accaduto al Recapture Canyon nello Utah. Nel 2007, il Bureau of Land Management (BLM) degli Stati Uniti ha dovuto chiudere l'accesso al canyon ai veicoli fuoristrada per i danni che stava causando ai siti archeologici locali. Tuttavia, diversi visitatori ignorarono questa chiusura e crearono un sentiero più ampio attraverso il canyon. Nel maggio 2014, in questo stesso canyon si è tenuta una grande protesta, composta da centinaia di persone che attraversavano il canyon stesso a bordo di veicoli fuoristrada. Dato il gran numero di persone che l'hanno attraversata in così poco tempo, è molto probabile che la protesta stessa abbia causato ulteriori danni. Sebbene questo fosse un esempio di persone che agiscono come forze fisiche, possono anche fungere da altri agenti attraverso vandalismo, furto o inquinamento rubando pezzi di siti o artefatti, deturpando i siti o lasciando rifiuti e spazzatura nelle vicinanze.
Per combattere ulteriori danni, ai siti archeologici aperti al pubblico vengono forniti sentieri che non incidono sul sito pur offrendo ai visitatori una buona visuale. È importante che i visitatori comprendano il proprio impatto sui siti archeologici che visitano e siano consapevoli di come possono contribuire al loro deterioramento se non stanno attenti. Tali siti aperti al pubblico dovrebbero educare e informare i visitatori di tali impatti se desiderano che siano veramente consapevoli, poiché molti di loro probabilmente ignorano la facilità con cui possono danneggiare i siti. Se esiste un percorso designato, dovrebbero rimanere su di esso ed essere stabilite restrizioni per la distanza tra i visitatori e gli artefatti/parti mobili del sito ed essere adeguatamente sorvegliati dal personale incaricato.

## Tecniche
Lo scopo di qualsiasi tecnica utilizzata in un sito archeologico è quello di rafforzare la sua capacità di resistere ai danni e/o ripristinarne il significato culturale e la capacità di insegnare la sua storia.

### Restauro
Il restauro è il "ritorno della struttura esistente di un luogo a uno stato precedente noto rimuovendo le concrezioni o ri-assemblando i componenti esistenti senza l'introduzione di nuovo materiale". La difficoltà maggiore di questa tecnica è la mancanza di introduzione di nuovo materiale. Idealmente, questa è la tecnica principale per rafforzare il sito da ulteriori danni.

### Ricostruzione

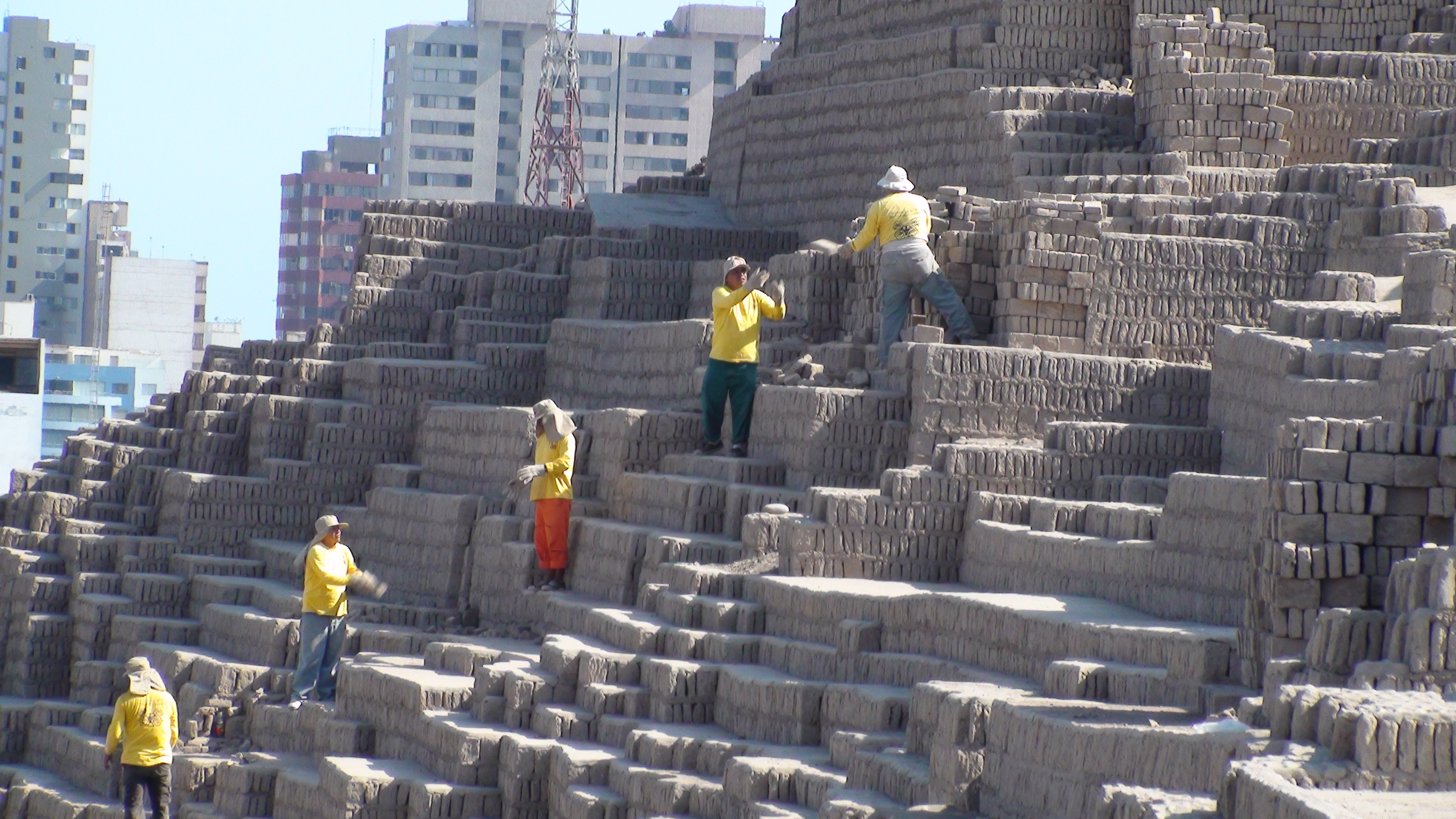
Sforzo di ricostruzione di Huaca Pucllana, una grande piramide di mattoni e argilla situata nel distretto di Miraflores, nel centro di Lima, Perù.

La ricostruzione significa "riportare un luogo a uno stato precedente conosciuto; distinto dal restauro per l'introduzione di nuovo materiale nel tessuto". Lo scopo della ricostruzione è quello di "preservare e rivelare il valore estetico e storico del monumento e si basa sul rispetto del materiale originale e dei documenti autentici".
Si discute anche se si tratti di un lavoro di conservazione o meno, a causa della potenziale ricostruzione eccessiva. L'adeguatezza di questa tecnica dipende fortemente dalla regione, dalla quantità di conoscenza conosciuta del sito stesso, nonché dalle effettive condizioni del sito. Più un sito è vecchio, più è difficile avere fiducia nella ricostruzione. Quest'ultima dovrebbe anche essere identificabile dopo l'ispezione ed essere reversibile. Una forma comune di ricostruzione è il nuovo intonaco di pavimenti e pareti. A causa degli agenti atmosferici, l'intonaco che originariamente proteggeva le superfici si è eroso e ha lasciato le superfici vulnerabili. Il nuovo intonaco poi aggiunge quello strato di protezione posteriore e in molti casi era almeno la stessa tecnica dell'originale anche se non è esattamente lo stesso materiale.

### Ricreazione/ristrutturazione
La ricreazione/ristrutturazione è la "creazione speculativa di un presunto stato precedente sulla base delle prove sopravvissute da quel luogo ad altri siti e sulle deduzioni tratte da tali prove utilizzando nuovi materiali". Questa è l'opzione meno favorevole in quanto è meno probabile ripristinare l'originalità del sito e molte volte comporta la distruzione di materiali autentici esistenti per aggiungere nuovi materiali. È ritenuto giustificabile se è l’unica forma di conservazione efficace disponibile o se le misure di conservazione si rivelano irrealizzabili.
Un esempio di ciò può essere visto nel lavoro di Sir Arthur Evans presso l'antica città di Cnosso, un sito archeologico sull'isola greca di Creta. Evans, un archeologo britannico, scavò il sito a partire dal 1901 e riuscì a preservare e restaurare gran parte dell'architettura originale. I restauri, eseguiti da tre diversi architetti, hanno compreso il consolidamento e la ricostruzione di edifici, ambienti e affreschi. Tuttavia, questi rinnovamenti hanno affrontato critiche nel corso degli anni e "ciò che viene restaurato non riflette accuratamente ciò che è stato trovato. Viene invece presentata un'esperienza più grandiosa e completa. Ad esempio, quando si visita Cnosso, a causa del da come è ricostruito, è molto facile credere che tutto ciò che è stato trovato lì fosse un palazzo della tarda età del bronzo", invece che un luogo che esisteva fino a tarda epoca romana.

### Trasferimento

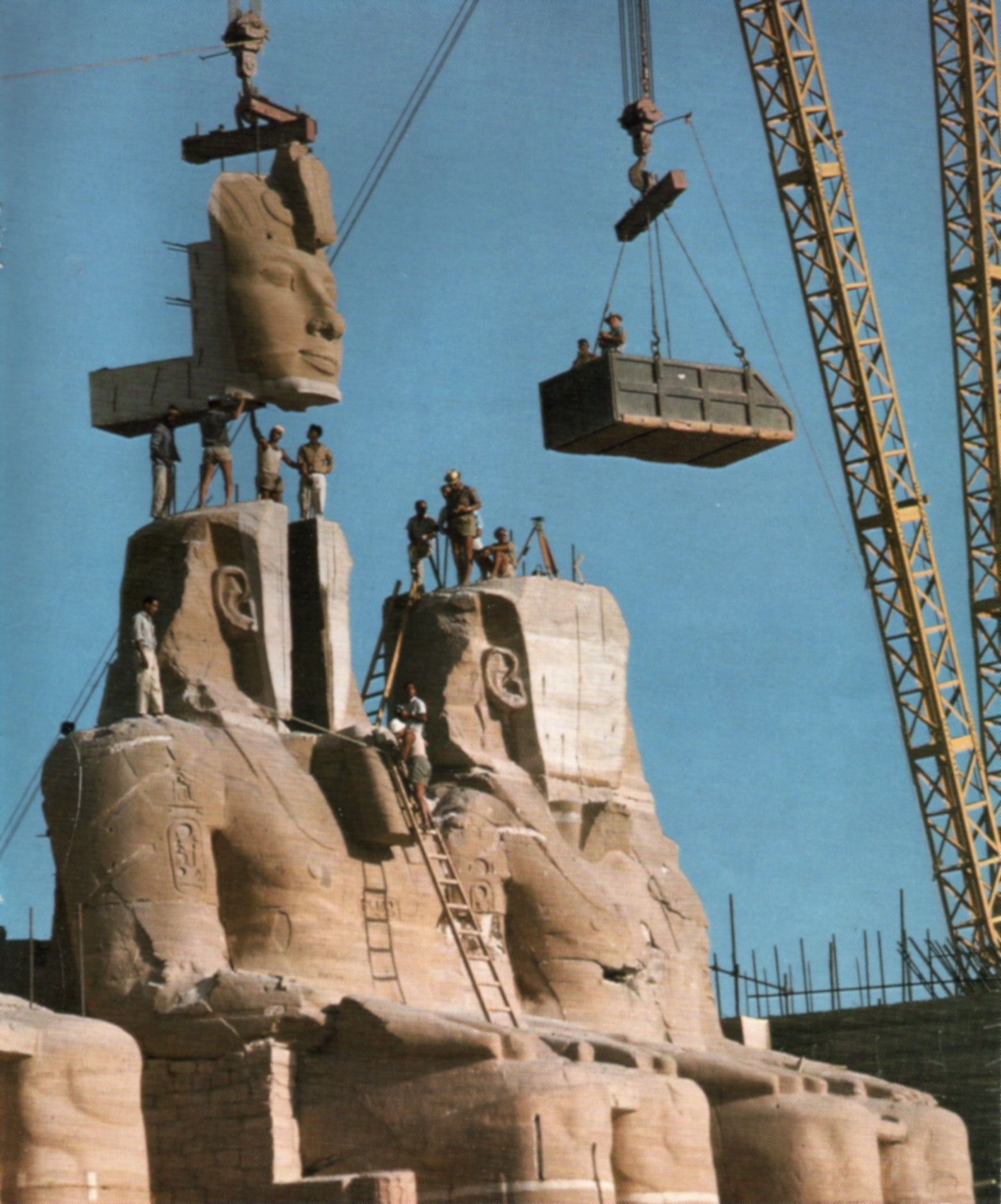
Il volto di Ramses davanti alla statua colossale "numero due" viene sollevato, poiché il grande tempio è costruito sull'altopiano soprastante.

Il trasferimento è una forma drammatica di conservazione che comporta lo spostamento fisico del sito o di parte del sito stesso. Ciò dovrebbe avvenire solo nel caso in cui il sito venisse gravemente danneggiato o addirittura eliminato se non venisse spostato. Un famoso esempio di ciò è lo spostamento dei templi di Abu Simbel. Lo spostamento di questi templi è stato costoso e impegnativo, ma se lo spostamento non avesse avuto luogo sarebbero stati completamente sott'acqua a causa della costruzione dell'alta diga di Assuan.

## Leggi e politiche

### Stati Uniti
- Legge sulle antichità del 1906 (Antiquities Act)[31]
  - Prima legge degli Stati Uniti a tutela del patrimonio culturale.
  - Conferisce al Presidente l'autorità di riservare terreni alla protezione di siti storici e preistorici e di oggetti di importanza storica o scientifica; essere etichettati come "Monumenti Nazionali".
  - Gli scavi e le ricerche sui siti possono essere effettuati solo dopo il rilascio del permesso.
  - Tutti gli artefatti raccolti devono essere curati in un museo o conservati in un deposito per la conservazione e il beneficio pubblico.
  - Si è rivelato inefficace negli anni '70 quando il processo contro i saccheggiatori è fallito.
  - Sostituito dall'Archaeological Resources Protection Act del 1979 (ARPA)
- Legge sulla conservazione archeologica e storica (AHPA - Archeological and Historic Preservation Act) (1974)[32]
  - Noto anche come legge sul recupero archeologico (Archeological Recovery Act) o legge Moss-Bennett[33]
  - Richiedeva alle agenzie federali di preservare "dati storici e archeologici (inclusi cimeli e modelli) che potrebbero altrimenti essere irrimediabilmente persi o distrutti a seguito di... qualsiasi alterazione del terreno causata come risultato di qualsiasi progetto di costruzione federale di attività con licenza federale o programma (sezione 1)."
- Legge sulla protezione delle risorse archeologiche del 1979 (ARPA)[34]
  - Sostituì l'Antiquities Act del 1906.
  - Sanzioni legali delineate che possono essere applicate ai trasgressori (come i saccheggiatori).
- Legge sulla protezione e il rimpatrio delle tombe dei nativi americani del 1990 (NAGPRA - Native American Graves Protection and Repatriation Act)[35]
  - Delinea il trattamento dei beni culturali, con i quali possono mostrare un rapporto di discendenza lineare o appartenenza culturale.
  - Riguarda le istituzioni finanziate a livello federale.
  - Fornisce una maggiore protezione ai luoghi di sepoltura dei nativi americani e un controllo più attento sulla rimozione dei resti umani, degli oggetti funerari, degli oggetti sacri e degli elementi del patrimonio culturale dei nativi americani. Anche lo scavo o la rimozione di tali oggetti deve essere effettuato secondo le procedure richieste dall'ARPA.
  - Incoraggia la conservazione in situ dei siti archeologici, o almeno delle porzioni di essi che contengono sepolture o altri tipi di beni culturali.
  - Riguarda gli artefatti acquisiti in precedenza.
  - Continua ad essere modificato
- Registro nazionale dei luoghi storici (National Register of Historic Places)[36][37]
  - Per essere elencato, il sito deve soddisfare almeno uno dei quattro criteri:
    - Sono associati ad eventi che hanno dato un contributo significativo agli schemi generali della nostra storia
    - Sono associati alla vita di persone significative del nostro passato
    - Incarnano le caratteristiche distintive di un tipo, periodo o metodo di costruzione, o che rappresentano l'opera di un maestro, o che possiedono elevati valori artistici, o che rappresentano un'entità significativa e distinguibile i cui componenti possono mancare di distinzione individuale
    - Hanno fornito, o potrebbero fornire, informazioni importanti nella storia o nella preistoria.

  - Vantaggi dell'essere elencati:
    - Inserimento in un database nazionale facilmente consultabile dal pubblico
    - Supporto alla conservazione e offre opportunità di ottenere sovvenzioni specifiche, crediti d'imposta, servitù di conservazione e alternative al codice di sicurezza
    - Conseguimento di risorse aggiuntive per la cura e la manutenzione della proprietà
    - Conseguimento di una targa di bronzo per distinguere la proprietà come parte del Registro dei luoghi storici

### Cina
- Regolamento sulla protezione della Grande Muraglia (2006)
  - Vieta atti vandalici o rimozione di terra o mattoni dal sito. Chi non si adegua è soggetto a multe.[38]

### Turchia
- Regolamento sulla classificazione, registrazione e ammissione ai musei dei beni mobili culturali e naturali soggetti a conservazione (2009)
  - Descrive in dettaglio come i musei dovrebbero classificare e registrare gli oggetti della cultura mobile quando li aggiungono alle loro collezioni[39].

### Australia
- Legge sulla protezione del patrimonio culturale mobile (1986 - Protection of Movable Cultural Heritage Act)
  - Garantisce che tutti gli oggetti di significato culturale rimangano in Australia. La legge garantisce inoltre la restituzione dei beni culturali stranieri rubati da altri paesi e importati in Australia[40].

### Egitto
- Legge sulla protezione delle antichità (1983)
  - Tutte le antichità sono di proprietà dello Stato d'Egitto e quindi protette. Qualsiasi contrabbando o sottrazione di antichità è vietato e punibile con multa o reclusione. Qualsiasi bene mobile o immobile deve essere segnalato allo Stato e registrato. Anche la mancata registrazione della proprietà è punibile dalla legge[41].

### Europa
- Convenzione per la Protezione del Patrimonio Archeologico d'Europa (Valletta, 1992 - Convention for the Protection of the Archaeological Heritage of Europe)[42]
  - Politiche nazionali per la tutela dei beni archeologici come fonti di evidenza scientifica e documentale, in linea con i principi della conservazione integrata. La Convenzione stabilisce le linee guida per il finanziamento dei lavori di scavo e di ricerca e per la pubblicazione dei risultati della ricerca. Si occupa inoltre dell'accesso del pubblico, in particolare ai siti archeologici, e delle azioni educative da intraprendere per sviluppare la consapevolezza del pubblico sul valore del patrimonio archeologico[43].